# Nahilté 3ra. Sección
Nahilté 3ra. Sección är en ort i Mexiko.   Den ligger i kommunen Chilón och delstaten Chiapas, i den sydöstra delen av landet, 800 km öster om huvudstaden Mexico City. Nahilté 3ra. Sección ligger 909 meter över havet och antalet invånare är 309.
Terrängen runt Nahilté 3ra. Sección är huvudsakligen kuperad, men åt nordväst är den bergig. Runt Nahilté 3ra. Sección är det ganska tätbefolkat, med 54 invånare per kvadratkilometer. Närmaste större samhälle är Tzobojitle Jotoaquil, 14,9 km sydost om Nahilté 3ra. Sección. I omgivningarna runt Nahilté 3ra. Sección växer i huvudsak städsegrön lövskog.